# Martinsthorpe
Martinsthorpe is een civil parish in het bestuurlijke gebied Rutland, in het Engelse graafschap Rutland.